# RS-230
Pour les articles homonymes, voir Route 230.
La RS-230 est une route locale du Nord-Est de l'État du Rio Grande do Sul. Elle relie la BR-116, dans la municipalité de Caxias do Sul, au district Ana Rech de la même commune. Elle est longue de 3,040 km.